# أور ننور سو
أور ننجر سو (بالسومرية: 𒌨𒀭𒎏𒄈𒍪) أيضًا (أور ننجر سو)، كان حاكمًا سومريًا (ensi) لولاية لجش في جنوب بلاد ما بين النهرين الذي حكم ج. 2110 ق. نجل حاكم لكش السابق المسمى كوديا